# Cuộc Chiến Hôn Nhân (phim)
Cuộc Chiến Hôn Nhân (tên tiếng Thái: วิวาห์ว้าวุ่น, phiên âm: Wiwa Wah Woon) hay Đám Cưới Hỗn Loạn là bộ phim truyền hình Thái Lan phát sóng vào năm 2010 và chiếu trên đài Channel 3 (CH3). Phim với sự tham gia của Theeradej Wongpuapan và Araya A. Hargate.

## Nội dung
Pawee - một chàng "play boy" giàu có, điển trai và vây quanh anh là những cô nàng xinh đẹp và vô cùng gợi cảm. Ấy thế mà, Pawee không ngờ rằng có ngày anh lại rơi vào bẫy tình của Airada - một cô nàng xinh đẹp nhưng lại là một thầy bói và một "bad girl" chính hiệu. Cô nàng đã lừa Pawee kết hôn với mình để có được tiền của anh ấy. Đây cũng chính là điều khiến Pawee tìm mọi cách để li dị với Airada.
Nhưng rắc rối ở chỗ là nếu Pawee đơn phương ly hôn với Airada trước thì anh phải trả cho cô 40 triệu baht (1,2 triệu đôla). Còn nếu Airada không thể chịu đựng được Pawee và đề nghị ly dị trước thì anh sẽ không phải trả cho cô một đồng nào. Cũng chính vì thế mà cuộc hôn nhân của cả hai như là một lời tuyên chiến, một cuộc so tài thực sự, xem ai sẽ là người phá vỡ lời cam kết và đòi ly hôn trước. Airada muốn có 40 triệu baht còn Pawee thì muốn tự do mà không phải mất tài sản. Bên cạnh đó, ba mẹ hai bên thì luôn cố gắng vung vén cho cặp đôi "bất đắc dĩ" này.
Liệu rằng cuộc hôn nhân của Pawee và Airada có bền vững và tình cảm của họ sẽ đi đến đâu khi trong tim cả hai vẫn đang vấn vướng về một hình bóng khác?

## Diễn viên
- Theeradej Wongpuapan as Pawee "Wee" Sajjapongpan
- Araya A. Hargate as Airada
- Rawit Terdwong as Ruj
- Sunisa Jett as Matthika
- Apinun Prasertwattanakul as Tul
- Panchanida Seesaamram as Mesa
- Sorawit Suboon as Tharadon
- Rattanarat Aurthaveekul as Pooky
- Savitree Samipak as Pojanee
- Dilok Thong wattana as Payoot
- Passorn Boonyakiat as Nuanthong
- Sombat Kajornchaikul as Preecha
- Jason Young as Thee
- Nui Chernyim as Character name
- Siriporn Yooyord as Character name
- Fundee Janyathanakorn as Character name
- Funden Janyathanakorn as Character name
- Paweena Thansrisuroj as Character Name
- Daraneenuch Pohpiti as

## Ca khúc nhạc phim
- วิวาห์ว้าวุ่น / Wiwa Wah Woon - Namcha & Techin
- คนไม่รู้ตัว / Kon Mai Roo Tua - Techin Chayuti